# چاه ژرف
چاه عمیق به چاه‌هایی گفته می‌شود که با دستگاه‌های مخصوص و پیشرفته حفر می‌شوند و در مواقعی هم به صورت دستی حفر می‌شود و عمق آنها بالای ۸۰ متر است. بیشتر چاه‌هایی که در سفره‌های آب زیر زمینی که سطح آبشان در عمق زیاد قرار دارد حفر می‌شوند چاه عمیق به حساب می‌آیند. برخلاف چاه‌های نیمه عمیق که تا رسیدن به اولین سفره آب زیر زمینی حفر می‌شوند، چاه‌های عمیق از سفره‌های مختلف عبور می‌کنند و می‌توانند از بیشتر سفره‌ها آب بگیرند.